# Drzonowo Białogardzkie
Drzonowo Białogardzkie (niem. Drenow) – wieś sołecka w północno-zachodniej Polsce położona w województwie zachodniopomorskim, w powiecie białogardzkim, w gminie Tychowo. W latach 1975–1998 wieś należała do woj. koszalińskiego. Według danych UM na dzień 31 grudnia 2014 roku wieś miała 158 mieszkańców.

## Położenie
Wieś leży w odległości ok. 4 km na południowy wschód od Tychowa, między Czarnkowem a miejscowością Wielanowo. Miejscowość jest położona na wysokości 93 m n.p.m.

## Historia
Dawny lenny majątek rodu von Kleist (Kleszczy), pozostający ich własnością do trzeciego ćwierćwiecza XIX wieku. W 1884 r. jako właściciel Drzonowa odnotowany jest przedstawiciel rodziny Bensel. W 1928 r. majątek był współwłasnością Wilhelma Schmeling i Leo von Kleist. W 1939 roku miejscowość liczyła 263 osoby. Po II wojnie światowej majątek upaństwowiono i włączono do PGR Tychowo.
Cząstka -ow we wcześniejszej nazwie Drzonowa (Drenow) wskazuje na pochodzenie nazwy z łużyckiego, a całą nazwę można przetłumaczyć jako "wieś drzewna".

## Zabytki

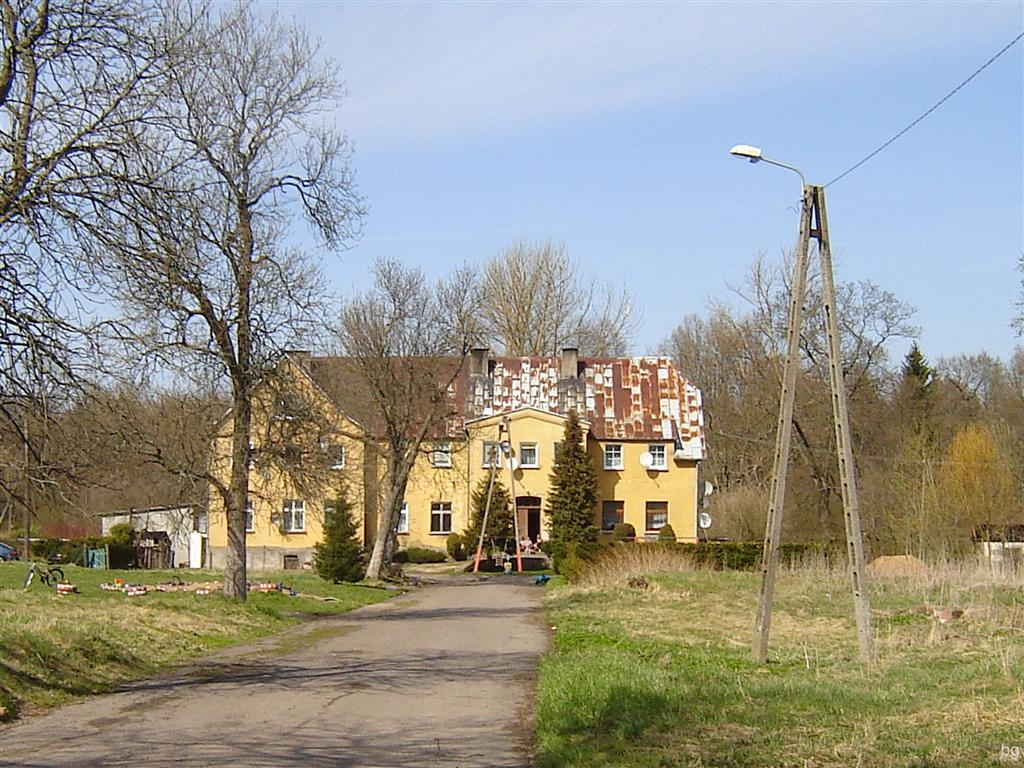
Pałac w Drzonowie

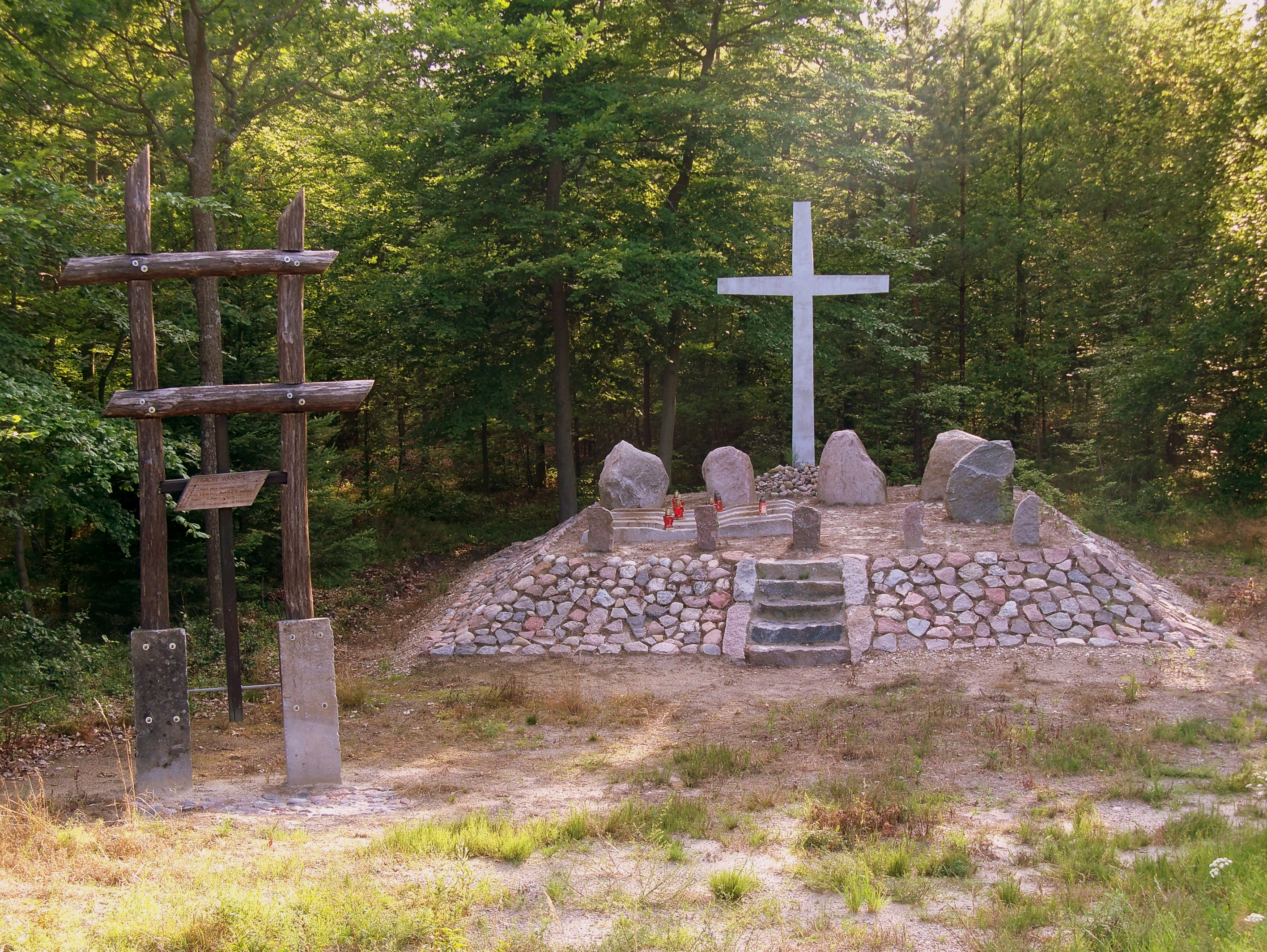
Groby budowniczych kolei

- dwór - pałac oraz park dworski z końca XIX wieku wraz z nieczynnym cmentarzem wchodzącym w skład kompleksu parkowego,
- kilka wczesnogermańskich grobów odkrytych w miejscowości po I wojnie światowej,
- zbiorowa mogiła pracowników zatrudnionych przy budowie szlaku kolejowego Kołobrzeg - Poznań, zmarłych podczas wielkiej epidemii cholery w 1895 r.; znajduje się za leśnym przejazdem kolejowo-drogowym, przy drodze do Kikowa.

## Przyroda
W lesie w odległości 2,5 km na zachód od wsi obok torów kolejowych rośnie dąb szypułkowy o obwodzie 500 cm.

## Gospodarka
W roku 1939 większość osób pracowała w rolnictwie i gospodarce leśnej. Część ziemniaków przerabiana była w miejscowej gorzelni. Wyrób nabiału zapewniała spółdzielnia mleczarska w Tychowie. W majątku rodziny von Kleist hodowane były czerwone krowy.

## Komunikacja
W miejscowości nie ma przystanku komunikacji autobusowej.